# 몰튼맨
몰튼맨(영어: Molten Man)은 마블 코믹스의 슈퍼빌런 캐릭터이다. 본명은 마크 랙스턴(Mark Raxton)으로 주로 스파이더맨의 악당으로 등장하며, 고열로 불타고 있어 자신의 몸도 녹아내리는 신체를 갖고 있다. 1965년 9월 《어메이징 스파이더맨》 28호에 처음 등장했고, 스탠 리와 스티브 딧코가 공동 창작하였다.

## 담당 성우

### TV 애니메이션
- 스펙태큘러 스파이더맨(2008) - 에릭 로페즈
- 얼티밋 스파이더맨(2012) - 제임스 아널드 테일러